# London Corresponding Society

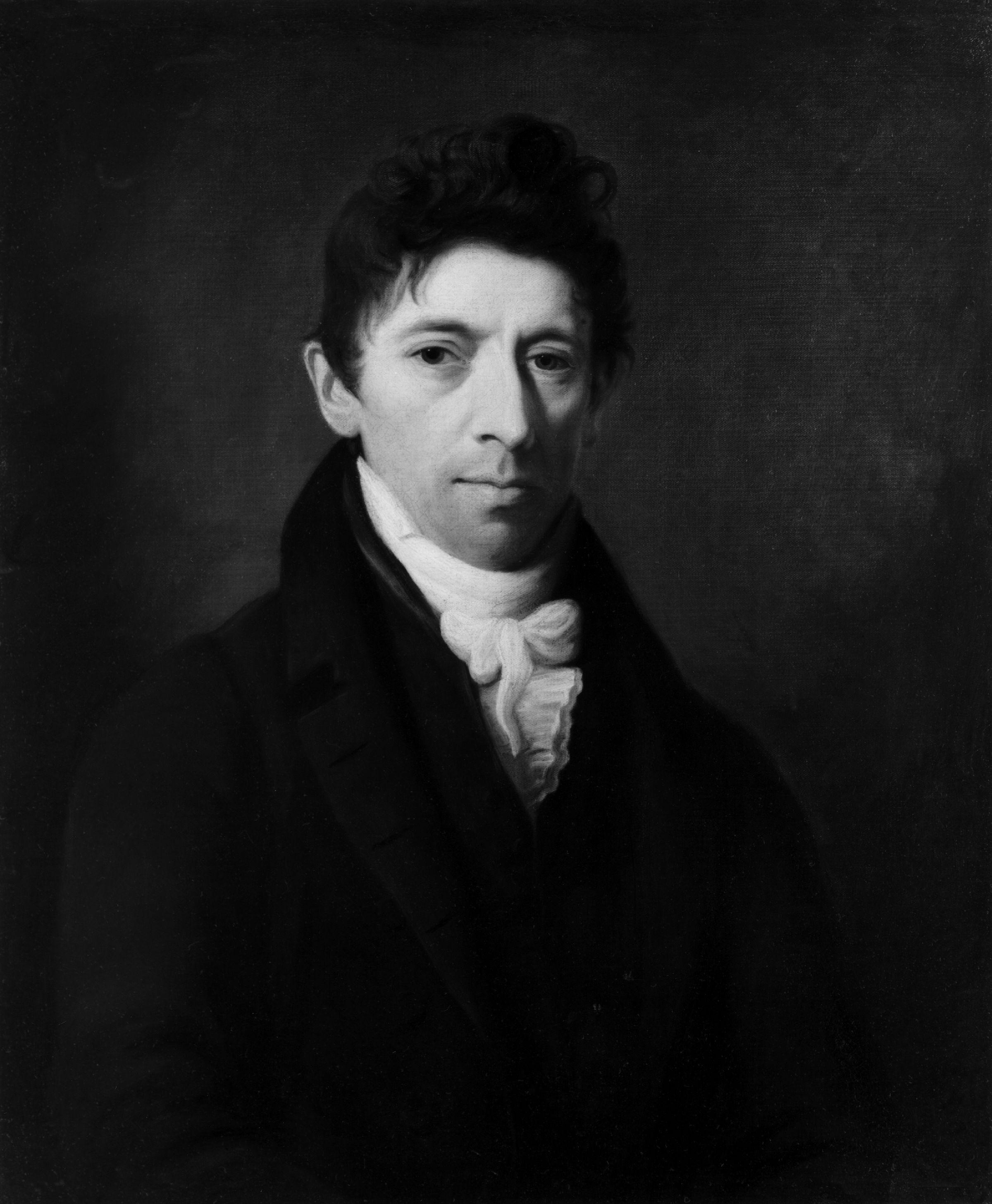
Retrato de John Thelwall, el «cerebro» de la LCS, pintado por John Hazlitt.

La London Corresponding Society (LCS, Sociedad Correspondiente de Londres) fue una asociación fundada en Londres en 1792 con el fin de difundir las ideas democráticas propias del radicalismo británico. Influida por la Revolución Francesa mantuvo contactos con la Convención, reunida en Francia tras la caída de la Monarquía en agosto de 1792. Como ha señalado François Bédarida, «sin llegar a sostener principios verdaderamente socialistas, popularizó un radicalismo igualitario de tipo avanzado y sirvió como caldo de cultivo de militantes revolucionarios». Fue clausurada en 1799 en virtud de una ley específica contra la sociedad aprobada por el Parlamento británico.

## Antecedentes
La Revolución francesa tuvo una repercusión inmediata en el radicalismo británico nacido alrededor de 1770, y gracias sobre todo al influjo de las ideas jacobinas cobró un nuevo impulso, aunque, en palabras de Bédarida: «Esto no quiere decir, como se ha pensado a menudo, que los demócratas británicos quisieran copiar los acontecimientos de Francia: para ellos el jacobinismo parisino no era un producto importable». En efecto, los radicales británicos no adoptaron los temas o el lenguaje de los revolucionarios franceses sino que recurrieron a su propia tradición del the free-born Englishman (del inglés libre) que remontaban a la época anterior a la conquista normanda de Inglaterra (a los sajones libres del the Norman yoke, del yugo normando) y a la Magna Carta, y cuyo referente más inmediato lo constituían los levellers de la Revolución inglesa del siglo anterior.

## Historia
La sociedad fue fundada en marzo de 1792 por personas pertenecientes a las clases populares londinenses, como Thomas Hardy, zapatero escocés, o John Thellwall, que era hijo de un «buhonero, convertido en periodista y poeta» y que está considerado el «cerebro de la organización», aunque también se integraron algunos miembros de las clases medias como profesores, médicos, pequeños propietarios y clérigos.
Thellwall fue el que más se ocupó de las cuestione económicas y sociales, según el historiador François Bédarida, al defender «infatigablemente el derecho de los trabajadores a una existencia decente, el derecho individual al bienestar, al reposo y al recreo, e incluso "el derecho a una parte de la riqueza producida, proporcional al derecho del patrón"». Unos derechos que debían ser protegidos y garantizados por el Estado. Estas ideas encontraron un amplio respaldo entre los obreros cualificados y los artesanos de Londres.
Las actividades de agitación y propaganda de la sociedad fueron perseguidas por el gobierno, pero aquella nunca llegó a acordar una respuesta clara a la represión, dudando entre la legalidad y la violencia, un dilema que se volverá a plantear en el cartismo, cuarenta años después. Por otro lado, en muchas ocasiones los discursos no fueron acompañados de acciones concretas, lo que constituyó otro obstáculo en su desarrollo.
En 1799 el Parlamento británico aprobó la Corresponding Societies Act que la ilegalizó, junto con otras sociedades similares, y fue clausurada.